# Edgar J. Kaufmann
Edgar J. Kaufmann (Pittsburgh, 1º novembre 1885 – Palm Springs, 15 aprile 1955) è stato un imprenditore statunitense.

## Biografia
Fu un uomo d'affari e filantropo. Nato da una famiglia ebrea di origine tedesca, dopo aver frequentato la Shady Side Academy e l'Università di Yale, fu il proprietario e il direttore del Kaufmann's Department Store, il più importante grande magazzino nella Pittsburgh del Novecento. Edgar Kaufmann fu il proprietario di due capolavori d'architettura, la Casa sulla cascata e la Kaufmann Desert House.
A Pittsburgh, Edgar Kaufmann finanziò generosamente la compagnia Pittsburgh Civic Light Opera, e donò 1,5 milioni di dollari per la costruzione della Civic Arena. Migliorare le infrastrutture della città fu uno dei suoi principali interessi, accanto al mecenatismo. Nel 1926, Kaufmann commissionò all'artista americano Boardman Robinson la creazione di una serie di nove murales per la sede principale dei suoi grandi magazzini a Pittsburgh riguardanti la storia del commercio, che furono realizzati con vernice automobilistica. L'architetto Frank Lloyd Wright progettò i suoi uffici al piano più alto, uffici oggi situati nel Victoria and Albert Museum a Londra.
Edgar Kaufmann fu uno dei cittadini che diedero il benvenuto ad Albert Einstein durante la sua visita a Pittsburgh nel 1934. Più tardi, lo scienziato tedesco fu ospite alla Casa sulla cascata.
L'architetto Benno Janssen progettò molti edifici per Kaufmann, inclusi la sua Fox Chapel, in Pennsylvania, una residenza conosciuta con il nome di La Tourelle. La Pitssburgh Chamber of Commerce, nel 1930, assegnò il premio "Excellence in Design" alle sue facciate. Inoltre, Janssen progettò il Kaufmann's Department Store a Pittsburgh.

### L'architettura

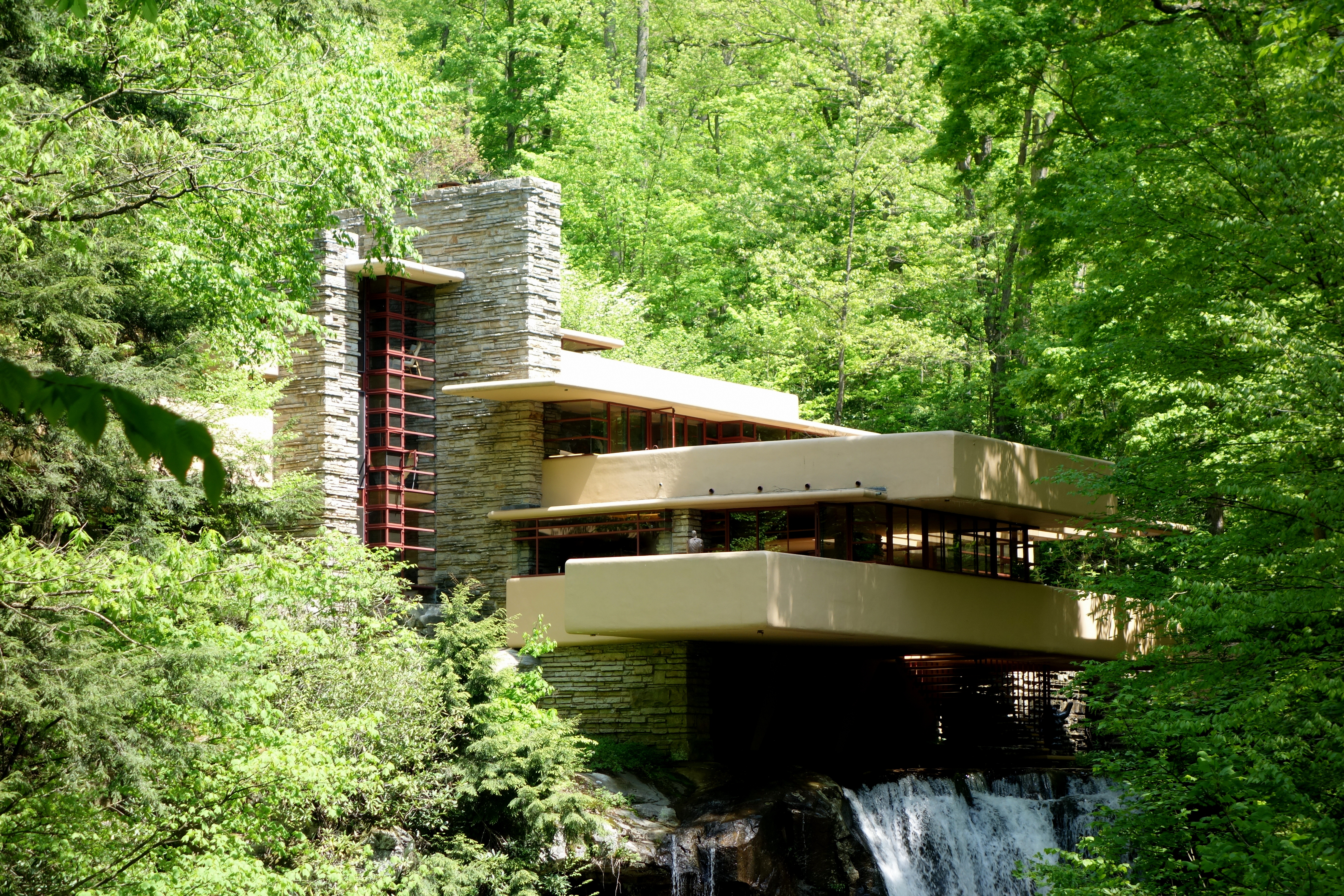
Veduta dell'esterno della Casa sulla cascata.

Edgar Kaufmann, assieme alla moglie Liliane, commissionò due residenze che in seguito diventarono pietre miliari dell'architettura Modernista americana: la Casa sulla cascata e la Kaufmann Desert House. Entrambe sono classificate come National Historic Landmark e fanno parte del National Register of Historical Places, oltre ad essere nei primi posti della lista dei cento edifici più popolari d'America dell'American Institute of Architects.
La prima venne progettata dal rinomato architetto statunitense Frank Lloyd Wright nel 1934: si tratta di una distinta casa di campagna costruita sopra un torrente situato in una proprietà di famiglia a sud-est di Pittsburgh, nelle Laurel Highlands. Denominata "Fallingwater" e assurta a punto di riferimento per l'architettura modernista dell'epoca, essa si trova arroccata sulle cascate Bear Run di Mill Run, sui Monti Allegheny della Pennsylvania. L'essere patrono e proprietario di questo edificio portò a Kaufmann una fama notevole, più di quanta ne avesse mai ottenuta con i suoi successi personali o con gli altri progetti civili. Durante il complesso processo di progettazione e di costruzione, tra Kaufmann e Wright si formò una relazione artista-mecenate unica. L'opera, accanto alla vasta campagna pubblicitaria ad essa legata, permise a Wright di riprendersi dalla Grande depressione e dalla personale retrocessione stilistica che viveva in quel periodo.
La Kaufmann Desert House, situata a Palm Springs, in California, fu invece progettata dall'architetto Richard Neutra e completata nel 1946.
Il fotografo Julius Shulman ne scattò una fotografia iconica, portando l'architettura di stile internazionale a un pubblico più vasto. Negli anni novanta, la residenza venne restaurata dalla Marmol Radziner e riassunse l'aspetto che aveva ai tempi di Kaufmann.
Edgar J. Kaufmann morì nel 1955, e con la moglie è sepolto nel mausoleo di famiglia nei pressi della Casa sulla cascata, dove più tardi vennero anche sparse le ceneri del figlio. La maggior parte delle tenute di sua proprietà venne lasciata all'Edgar J. Kaufmann Charitable Fund, che concentra i propri sforzi nel miglioramento della vita dei cittadini di Pittsburgh. 
Suo figlio Edgar Kaufmann Junior ereditò la Casa sulla Cascata, e nel 1963 la donò, insieme al territorio di montagna incontaminato che la circonda, alla Western Pennsylvania Conservancy. Entrambi sono aperti al pubblico: la casa per visite guidate, e la riserva per passeggiate e camminate.
Edgar Junior donò inoltre gli uffici del padre del magazzino Kaufmann di Pittsburgh al londinese Victoria and Albert Museum nel 1974.